# Борейко, Дмитрий Александрович
Дми́трий Алекса́ндрович Боре́йко (25 апреля [8 мая] 1885, Ковно, Российская империя — 1948, Ворошилов, Приморский край, РСФСР, СССР) — русский офицер, военный инженер, военный лётчик, начальник Гатчинской военной авиационной школы (1917), преподаватель, автор учебных пособий по авиации, потомственный дворянин, участник Белого движения, полковник (1919).

## Биография
Родился 25 апреля [8 мая] 1885 года в Ковно. Из потомственных дворян Ковенской губернии, православного вероисповедания, сын коллежского советника Александра Осиповича Борейко.
Общее образование получил в Ковенской мужской гимназии.

### Служба в Русской императорской армии
В службу вступил в сентябре 1903 года в Николаевское инженерное училище юнкером рядового звания на правах вольноопределяющегося 1-го разряда. В ноябре 1904 года произведён в унтер-офицеры, в ноябре 1905 — в младшие портупей-юнкера. По окончании курса 3-х классов училища по 1-му разряду, в мае 1906 года произведён в подпоручики (со старшинством с 21.05.1904) и назначен на службу в 1-й Кавказский сапёрный батальон.
25 мая 1906 года прибыл на службу в батальон. 27 ноября 1906 года прикомандирован к Учебному воздухоплавательному парку (Санкт-Петербург) для прохождения учёбы. 24.09.1907 успешно окончил курс Офицерского класса Учебного воздухоплавательного парка, за что и был награждён нагрудным знаком.
В октябре1907 года переведен в Новогеоргиевское крепостное воздухоплавательное отделение, назначен заведующим унтер-офицерским классом. 
В августе 1908 года командирован в Николаевскую инженерную академию для прохождения курса наук.
01.10.1908 произведен в поручики со старшинством с 21.05.1908. В связи с переименованием Новогеоргиевского крепостного воздухоплавательного отделения в 11-ю воздухоплавательную роту, с 20.08.1910 переведен в 11-ю воздухоплавательную роту.
Окончил курс двух классов академии по 1-му разряду и 27.10.1910 переведен на дополнительный курс академии. С успехом окончил дополнительный курс академии и за отличные успехи в науках Высочайшим Приказом от 22.05.1911 произведен в штабс-капитаны со старшинством с 07.05.1911 и с утверждением в звании военного инженера. Получил право на преподавание фортификации.
С 03.05.1911 прикомандирован к Временному Авиационному отделу Офицерской воздухоплавательной школы для обучения полётам на аэропланах. 19.10.1911 выдержал экзамен при Авиационном отделе Офицерской воздухоплавательной школы на звание пилота-авиатора на аппарате «Фарман».
Приказом по Военно-Инженерному ведомству №8 от 1912 года, с 03.02.1912 прикомандирован к постоянному составу Офицерской воздухоплавательной школы и назначен наблюдающим за постройкой аэропланов на Балтийском судостроительном заводе.
В апреле 1912 года командирован в города Лиду и Бердичев для выбора мест под аэродромы. 
В октябре 1912 года штабс-капитан Борейко назначен на должность заведующего инженерным имуществом Авиационного отдела школы (в конце декабря 1912 года переведен на службу в Авиационный отдел школы). В разное время временно исполнял должность начальника Авиационного отдела. Приказом по Генштабу 1913 года №23, за успешное окончание курса Авиационного отдела Офицерской воздухоплавательной школы в 1911 году, удостоен звания «военного лётчика» с правом ношения нагрудного знака.
С 26.11.1913 по 17.12.1913 был в командировке во Франции.
18 августа 1914 года Авиационный отдел Воздухоплавательной школы переформирован в Военную авиационную школу (в Гатчине). 28.08.1914 штабс-капитан Борейко Высочайшим Приказом переведен на службу в Военную авиационную школу с назначением на должность заведующего практическими занятиями.
В декабре 1914 года назначен на должность помощника начальника школы и, по совместительству, начальника хозяйственной части.
В 1914–1917 годах в разное время кратковременно исполнял должность начальника Военной авиационной школы. Читал лекции по авиационным моторам. Участвовал в работе комиссии под руководством Н. А. Жуковского по обследованию самолёта «Святогор» (в состав комиссии входили А. Н. Туполев, В. Стечкин и др.).
Участник Первой мировой войны. Во время войны неоднократно выезжал в Действующую армию — в авиационный отряд Военной авиационной школы, воевавший в составе 6-й Армии, затем 12-й Армии, для решения организационных и технических вопросов, однако в боевых действиях участия не принимал.
09.05.1915 — произведен в капитаны (со старшинством с 07.05.1915).
С 13.08.1917 — начальник Военной авиационной школы. 17.11.1917, после Октябрьской революции, общим собранием личного состава школы капитан Борейко был избран на должность (утвержден в должности) начальника авиационной школы, переименованной в Гатчинскую народную социалистическую авиационную школу.
В феврале 1918 года, в связи с угрозой немецкого наступления на Петроград, Реввоенсовет республики принял решение об эвакуации авиационной школы вглубь страны, в город Самару. Эвакуации подлежали триста самолетов, большое количество запасных частей и моторов, обширное складское хозяйство, ангарное имущество, авиационные мастерские. Первые два эшелона были отправлены в феврале.

### Служба в «белых» армиях
Эвакуировавшись в Самару, капитан Борейко перешёл на сторону Правительства КОМУЧ. С 10 августа 1918 года — начальник Воздушного флота при штабе Народной армии Северной группы в Казани. 9 сентября 1918 года командирован в Самару на формирование Управления Воздушного Флота при Главном инженерном управлении. 27 сентября 1918 года назначается начальником отдела Воздушного Флота Главного инженерного управления Правительства А. В. Колчака. Подполковник (1919). Полковник (1919). Начальник Воздушного флота при штабе Верховного Главнокомандующего всеми сухопутными и морскими силами Российского государства.

### В эмиграции

Подпись Д.А. Борейко в зачётной книжке студента Харбинского политехнического института В.А. Шестова

После поражения Белой армии перебрался в Маньчжурию на КВЖД (в Харбин). Работал преподавателем в  Харбинском политехническом институте. Читал лекции по теоретической механике, инженерно-строительному делу, по двигателям внутреннего сгорания и др. Работал инженером-конструктором в строительной фирме, построившей в Харбине ряд больших объектов (электростанцию, железобетонный мост и др.) . Был членом Союза русских инженеров за границей.
С вступлением на территорию Маньчжурии советских войск, в октябре 1945 года арестован органами СМЕРШ 1-го Дальневосточного фронта. В декабре 1946 года приговорен к 10 годам исправительно-трудовых лагерей по обвинению в сотрудничестве с японцами. Умер в 1948 году в следственной тюрьме города Ворошилова (ныне Уссурийск).
Посмертно реабилитирован в 1993 году.

## Семья
На 1916 год был женат на дочери петроградского 2-й гильдии купца Зинаиде Ивановне Каревой, православного вероисповедания, уроженке Петроградской губернии. Имел двух сыновей: Георгия 1911 года рождения и Александра 1915 года рождения. Недвижимого имущества семья Борейко не имела.

## Сочинения Борейко
Дмитрий Александрович Борейко — автор многочисленных публикаций, в том числе 9 книг по вопросам эксплуатации и ремонта самолётов и их оборудования:
- «Порчи и неисправности ротативных моторов "Гном"; причины неисправностей и их предупреждение» / Дм. Борейко. - Санкт-Петербург : журн. "Воздухоплаватель", 1913. - [2], 36 с.; 23.
- «Неисправности ротативных моторов "Гном" : Причины неисправностей и их предупреждение» : Руководство при обращении с одноклапанными (моносупанами) и двухклапанными моторами "Гном", с прил. необходимых сведений для сборки, регулировки и испытаний их работы / Сост. Дм. Борейко; Воен. авиац. шк. - 2-е изд. - Петроград : тип. А. Лавров и К°, 1915. - [8], 111 с., [9] с. "Для памяти" : ил., табл.; 25.
- «Испытания материалов для аэропланов» : (Производство испытаний, испытания и результаты испытаний) / Дм. Борейко. - Петроград : журн. "Воздухоплаватель", 1915. - [2], 77 с. : ил., табл.; 23.
- «Описание моторов "Сальмсонъ"» : Руководство для изуч. моторов "Сальмсонъ" с прил. инструкции для разборки и сборки моторов, утв. нач. Гл. воен.-техн. упр. ген.-лейт. бар. Фон-дер-Ропп / Сост. Дм. Борейко и П. Брылин; Воен. авиац. шк. - Петроград : тип. и переплетная А.Н. Лавров и К°, 1915. - [2], 102 с., [8] л. ил. : ил., табл.; 28.
- «Описание моторов "Ронъ"» : Руководство для изуч. моторов "Ронъ" с прил. порядка разборки и сборки моторов, "С" 80 л. с., ухода за ними и испытания их работы на станке / Сост. Дм. Борейко; Воен. авиац. шк. - Петроград : тип. А. Лавров и К°, 1916. - [4], 172 с., [8] с. "Для памяти", [11] л. ил. : ил., табл.; 25.
- «Уход за аэропланами и гидроаэропланами» : Руководство для воен. летчиков, мотористов, хозяев аппаратов и всех авиац. частей по содержанию аэропланов и гидроаэропланов в исправности : С прил. данных для регулировки наиболее употреб. моторов / Сост. Дм. Борейко. - Петроград : Журн. "Воздухоплаватель", 1916 (обл. 1917). - 48 с. : ил.; 23.
- «Основы авиации» : Руководство для ознакомления с авиацией / Сост. Дм. Борейко; Воен. авиац. шк. - [Петроград]: тип. А.Н. Лавров и К°, 1917. - 418 с.: ил., черт.; 25.
- «Описание моторов "Сальмсонъ" системы инженеров Кантон и Юннэ» : Руководство для изуч. моторов "Сальмсон": 130, 140, 150, 155-160 и 225 НР, с указаниями порядка сборки, разборки моторов, их неисправностей и ухода за ними / Сост. Дм. Борейко; Воен. авиац. шк. - 2-е изд. - Петроград : тип. А. Лавров и К°, 1917. - [2], 205 с., [3] с. "Для памяти", [11] л. черт., схем. : табл., черт.; 27.
- «Пулеметная стрельба в воздух» / Составил К. Трунов под редакцией Дм. Борейко ; Военная авиационная школа. - Петроград : Тип. и переплётная А. Лавров, 1918. - 24 с. : ил.; 25 см.

## Награды
- Юбилейная медаль «В память 300-летия царствования дома Романовых» (1913)
- Орден Святого Станислава III степени (ВП от 06.12.1913, — «за отлично-усердную службу»)
- Орден Святой Анны III степени (Приказом по 6-й Армии от 16.04.1915, утв. ВП от 08.11.1915, — «за отлично-усердную службу и труды, понесённые во время военных действий»)
- Орден Святого Станислава II степени (Приказом по 6-й Армии от 16.12.1915, — «за отлично-усердную и ревностную службу и труды, понесённые в течение настоящей войны»)
- Орден Святой Анны II степени (ВП от 06.12.1916, — «за отлично-ревностную службу и особые труды, вызванные обстоятельствами текущей войны») [3]